# Consejo Escolar de Vancouver

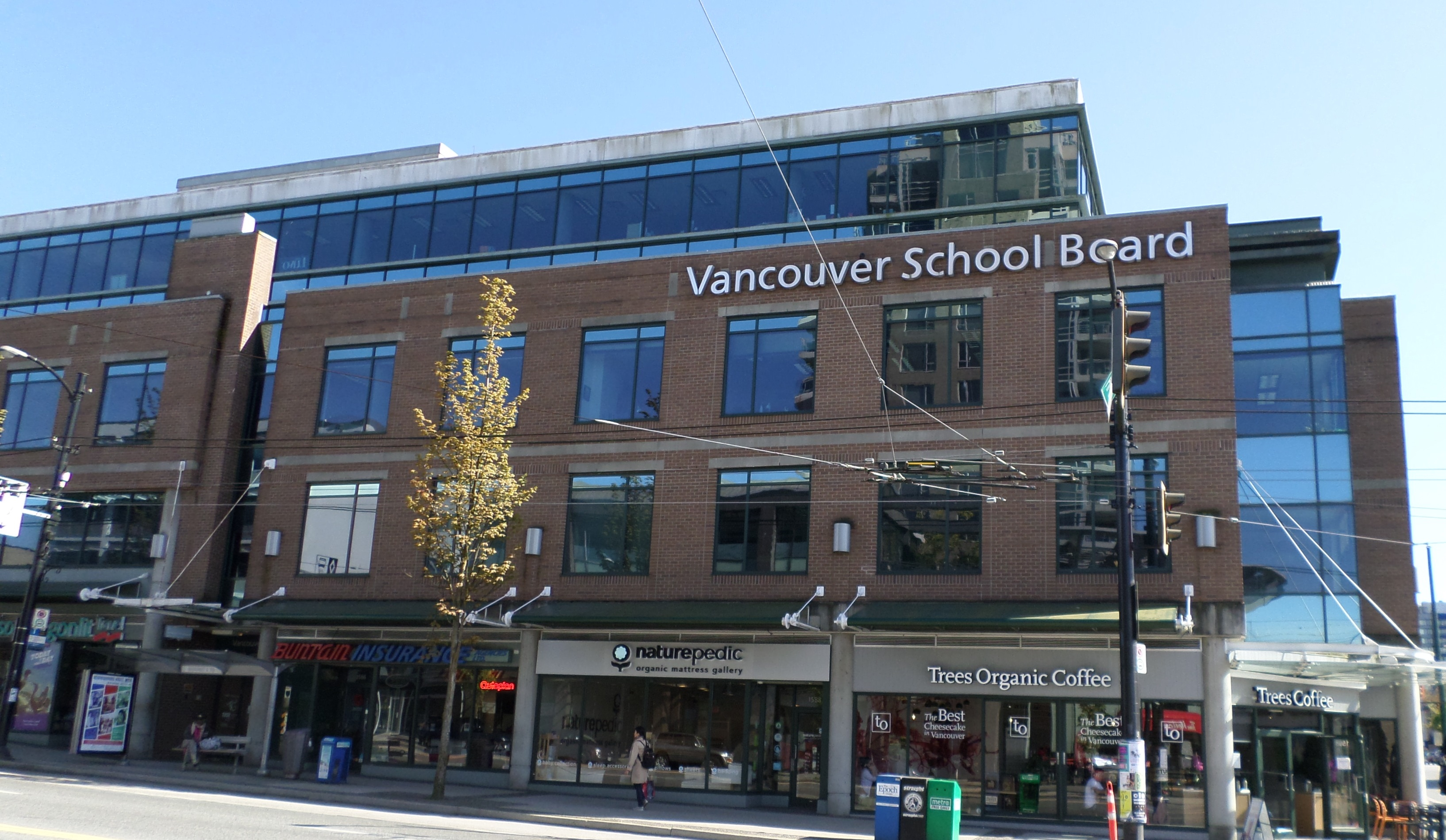
Sede administrativa del distrito escolar

El Consejo Escolar de Vancouver (Vancouver School Board, VSB) es un consejo escolar de Vancouver, Columbia Británica. Tiene 74 escuelas primarias, 17 anexos de las escuelas primarias, 18 escuelas secundarias, y 7 escuelas para adultos. El consejo tiene aproximadamente 56.000 estudiantes.